# Karoline Graswander-Hainz
Karoline Graswander-Hainz (ur. 2 lutego 1974 w Zams) – austriacka nauczycielka i polityk, posłanka do Parlamentu Europejskiego VIII kadencji.

## Życiorys
Kształciła się w Tourismuskolleg w Innsbrucku, następnie w szkole nauczycielskiej typu Pädagogische Hochschule. Od 1996 pracowała jako nauczycielka, a w 2009 objęła stanowisko dyrektora szkoły w Imst.
Zaangażowała się w działalność polityczną w ramach Socjaldemokratycznej Partii Austrii w Tyrolu. Wytypowano ją jako przedstawicielkę tego regionu w wyborach europejskich w 2014. Startowała z 6. miejsca listy krajowej SPÖ, która uzyskała 5 miejsc w PE. Mandat eurodeputowanej objęła jednak 9 lipca 2015, zastępując Jörga Leichtfrieda.